# Asociación Nacional de Fútbol de Brunéi Darussalam
La Asociación Nacional de Fútbol de Brunéi Darussalam (en malayo: Persatuan Bolasepak Kebangsaan Negara Brunei Darussalam) es la asociación que regula el fútbol del país de Brunéi en el sudeste de Asia. En sus manos está organizar la Brunei Premier League y la selección nacional de Brunei Darussalam.